# ادبیات سنگام
ادبیات سَنگام قدیمی‌ترین نوشته‌ها در زبان تامیلی است که گمان می‌رود در سه انجمن ادبی در شهر مادورای هند، از قرن اول تا چهارم پس از میلاد نوشته شده‌است. ادبیات سنگام مجموعه‌ای از ادبیات کلاسیک تامیل و از اولین آثار ادبیات به زبان تامیل، از زبان‌های دراویدی‌تبار جنوب هند، است. آثار این ادبیات بین سال‌های ۶۰۰ قبل از میلاد تا ۳۰۰ پس از میلاد جمع‌آوری و تألیف شده‌است. نوشته‌های سنگام احتمالاً در ادبیات اولیه هند که تقریباً کاملاً مذهبی است، منحصربه‌فرد هستند.
واژهٔ سنگام به معنی انجمن و اشاره آن به انجمن شاعران تامیل بود که تحت حمایت پادشاهان یا اربابان فئودال برگزار می‌شد. این سنگام‌ها توسط پادشاهان پاندیا تأسیس شد. ادبیات سنگام اساساً غیردینی است که به موضوعات روزمره در زمینه موضوعات قلمرو تامیل باستان می‌پردازد. این آثار به موضوعاتی از عشق، جنگ، حکومت‌داری و بازرگانی می‌پردازند. این ادبیات شامل مجموعه‌ای از اشعار و آهنگ‌هایی است که دستاوردهای پادشاهان و شاهزادگان متعددی را ستایش می‌کنند. نوشته‌های سنگام احتمالاً در ادبیات اولیه هند، که تقریباً کاملاً مذهبی است، منحصربه‌فرد هستند. با این وجود در شعر سنگام نمونه‌هایی از آثار مذهبی وجود دارد. به عنوان مثال پاریپاتال شامل اشعاری دربارهٔ ویشنو، شیوا، دورگا و موروگان است.
زبان تامیل با ارائه ادبیات سنگام در دوران باستان به سطحی از بلوغ رسید و به عنوان یک رسانه قدرتمند برای بیان ادبی عمل کرد. ادبیات سنگام یکی از منابع اصلی مورد استفاده برای مستندسازی تاریخ اولیه مملکت باستانی تامیل است.